# Dmytro Zajciw
Dmytro Zajciw (Ukr : Дмитро Зайців), né le 17 février 1897 à Velyka Mykhailivka (Ukraine) et mort en décembre 1976 à Rio de Janeiro (Brésil), est un entomologiste ukrainien et brésilien, remarquable pour sa collection, et ses nombreuses découvertes de coléoptères tropicaux.
Il est l'auteur de Two new genera and species of neotropical Longhorn beetles (Coleoptera Cerambycidae), en 1957, et de Contribution to the study of Longhorn beetles of Rio de Janeiro (Coleoptera Cerambycidae), en 1958. Il est le premier à décrire les genres Adesmoides et Pseudogrammopsis, ainsi que les espèces Beraba angusticollis et Mionochroma subaurosum, parmi beaucoup d'autres.